# Eparquía de Nuestra Señora de los Mártires del Líbano en México
La eparquía de Nuestra Señora de los Mártires del Líbano en México (en latín: Eparchia Dominae Nostrae Martyrum Libanensium in Civitate Mexicana Maronitarum) es una circunscripción eclesiástica de la Iglesia católica en México. Se trata de una eparquía maronita inmediatamente sujeta a la Santa Sede. 

## Territorio y organización
La eparquía tiene 1 964 375 km² y extiende su jurisdicción sobre los fieles católicos maronitas residentes en México.
La sede de la eparquía se encuentra en la Ciudad de México, en donde se halla la Catedral de Nuestra Señora de Balvanera.
En 2019 en la eparquía existían 7 parroquias:
- Catedral Nuestra Señora de Balvanera. Santuario de San Chárbel (en la Ciudad de México);
- Nuestra Señora del Líbano (en la Ciudad de México);
- San Pedro Apóstol (en Guadalajara);
- San Chárbel (en Chihuahua);[2]
- Nuestra Señora del Líbano (en Puebla de Zaragoza);
- San Chárbel (en Saltillo);
- San Chárbel (en Veracruz).

En México hay fieles maronitas con representaciones además en Toluca, Pachuca (en donde se está construyendo la iglesia de San Chárbel), Torreón, Monterrey y Mérida. Cuenta con sacerdotes de origen libanés y otros de origen libanés y mexicano, que difunden el rito siríaco–arameo en toda la República.
La eparquía maronita está construyendo un asilo en la Ciudad de México. En la Ciudad de México se propuso la construcción de un templo dedicado a San Charbel.
El Georges Saad Abi Younes como visitador apostólico para los fieles maronitas en Centroamérica, el Caribe y Venezuela, tenía a su cargo la visita y organización de las comunidades maronitas en esos territorios, que forman parte de las diócesis latinas locales:
- Parroquia y monasterio de San Charbel de la Orden Libanesa Maronita en Los Caobos, municipio Libertador de Caracas en Venezuela.[7]
- Parroquia y monasterio de San Charbel de la Orden Libanesa Maronita en Puerto Ordaz, diócesis de Ciudad Guayana en Venezuela.[8]
- Comunidad maronita de Costa Rica, tiene un sacerdote romano-maronita y se reúne en la iglesia de Las Ánimas en San José (arquidiócesis de San José).

## Historia
Con la finalidad de organizar a los fieles maronitas en México, en 1960 llegaron el abad Antonio Abiyunes y los sacerdotes Antonio Abou Sleiman y José Bustany. El 6 de noviembre de 1995 papa Juan Pablo II erigió la eparquía maronita de México mediante la bula Cum Christifideles, designando a la vez a su primer obispo eparca, Wadih Boutros Tayah.

Nos igitur in beati Petri Cathedra constituti deque universo Dominico grege solliciti, auditis Sua Beatitudine Nasrallah Petro S.R.E. Cardinale Sfeir, Patriarcha Antiocheno Maronitarum cum Synodo Episcoporum eiusdem Ecclesiae necnon Venerabilibus Fratribus Sergio Obeso Rivera, Archiepiscopo Metropolita Ialapensi et Praeside Conferentiae Episcopalis Mexicanae atque Hieronymo Prigione, Archiepiscopo titulo Lauriacensi et in eadem Natione Apostolico Nuntio, libentes excipientes sententiam Congregationis pro Ecclesiis Orientalibus Nobis hoc ipso die relatam ab eius Praefecto Venerabili Fratre Nostro Achille S.R.E. Cardinale Silvestrini, summa Apostolica potestate constituimus Eparchiam Dominae Nostrae Martyrum Libanensium in Civitate Mexicana pro Maronitis, quos diximus, cunctis factis propriis iuribus atque obligationibus.

Tayah falleció el 4 de mayo de 2002 y un año después, el 22 de febrero de 2003, fue sucedido como obispo eparca por Georges Saad Abi-Younes. Ambos recibieron el encargo de visitadores apostólicos para los fieles maronitas en Centroamérica, el Caribe y Venezuela, incluyendo a Colombia hasta la erección de su propio exarcado apostólico el 20 de enero de 2016.
Uno de los principales proyectos de Tayah fue el de traducir al español el misal maronita, encomendando al abuna Alberto Meouchi Olivares (OLM), que realizara un juego de misal y leccionario para el altar y otros misales para los fieles. Entre otras iniciativas que llevó a cabo el eparca Tayah estuvo la remodelación de la iglesia de Nuestra Señora de Valvanera, actual catedral maronita, así como la adquisición de la Casa Episcopal situada en la calle Margaritas No. 382 de la colonia Florida en la Ciudad de México. Después de la muerte de Wadih Tayah, el 4 de mayo de 2002, la Santa Sede nombró administrador de la eparquía a George S. Abi Younes, O.L.M. hasta entonces protosincelo (vicario general) y superior de la Orden Libanesa Maronita en México.
El 6 de noviembre de 2010 se consagró la protoparroquia (por ser la primera) de San Chárbel en Chihuahua, por manos de George Abi-Younes, Constancio Miranda (arzobispo de Chihuahua), Juan Guillermo López (obispo de Cuauhtémoc-Madera) y Gerardo Rojas López hasta ese momento obispo de Nuevo Casas Grandes.

## Estadísticas
Según el Anuario Pontificio 2020 la eparquía tenía a fines de 2019 un total de 164 100 fieles bautizados.
| Año                                                                             | Población            | Población | Población      | Sacerdotes | Sacerdotes    | Sacerdotes    | Bautizados por sacerdote | Diáconos permanentes | Religiosos | Religiosos | Parroquias |
| Año                                                                             | Bautizados católicos | Total     | % de católicos | Total      | Clero secular | Clero regular | Bautizados por sacerdote | Diáconos permanentes | Varones    | Mujeres    | Parroquias |
| ------------------------------------------------------------------------------- | -------------------- | --------- | -------------- | ---------- | ------------- | ------------- | ------------------------ | -------------------- | ---------- | ---------- | ---------- |
| 1997                                                                            | 150 000              | ?         | ?              | 5          | 2             | 3             | 30 000                   |                      | 3          |            | 3          |
| 2000                                                                            | 150 000              | ?         | ?              | 7          | 3             | 4             | 21 428                   | 1                    | 4          |            | 3          |
| 2001                                                                            | 150 000              | ?         | ?              | 8          | 5             | 3             | 18 750                   |                      | 3          |            | 3          |
| 2002                                                                            | 150 000              | ?         | ?              | 7          | 4             | 3             | 21 428                   |                      | 3          |            | 3          |
| 2004                                                                            | 148 267              | ?         | ?              | 7          | 4             | 3             | 21 181                   | 1                    | 3          |            | 3          |
| 2009                                                                            | 150 817              | ?         | ?              | 10         | 6             | 4             | 15 081                   |                      | 4          |            | 3          |
| 2013                                                                            | 154 400              | ?         | ?              | 12         | 8             | 4             | 12 866                   | 1                    | 4          |            | 7          |
| 2016                                                                            | 159 403              | ?         | ?              | 11         | 6             | 5             | 14 491                   | 1                    | 5          |            | 8          |
| 2019                                                                            | 164 100              |           |                | 18         | 8             | 10            | 9116                     | 1                    | 10         |            | 7          |
| Fuente: Catholic-Hierarchy, que a su vez toma los datos del Anuario Pontificio. |                      |           |                |            |               |               |                          |                      |            |            |            |

## Episcopologio
- Wadih Boutros Tayah † (6 de noviembre de 1995-4 de mayo de 2002 fallecido)
- Georges Saad Abi Younes, O.L.M., (22 de febrero de 2003-10-07 de 2004)